# Sprich mit! – Deutsch lernen ist cool!
Sprich mit! – Deutsch lernen ist cool! (Sprich mit!) ist ein Unterrichtsfilm für Kinder, die Deutsch als Zweit- bzw. Fremdsprache erlernen. Er motiviert zum Spracherwerb, vermittelt grundlegende Kenntnisse der deutschen Sprache und ist ein Plädoyer für Toleranz, Offenheit und Hilfsbereitschaft. 2011 wurde Sprich mit!  mit dem Hauptstadtpreis für Integration und Toleranz ausgezeichnet.

## Handlung
Elias und sein Vater spazieren durch Berlin und besuchen bekannte Sehenswürdigkeiten der deutschen Hauptstadt. Plötzlich verliert der neunjährige Junge seinen Vater aus den Augen. Auf der Suche nach ihm irrt Elias durch die fremde Großstadt. Da er kein Deutsch spricht, scheint seine Lage zunächst verzweifelt. Doch zum Glück begegnet Elias vielen freundlichen Menschen, die ihm weiterhelfen und ihm zugleich den Weg in die deutsche Sprache eröffnen. Spielerisch lernt Elias sich vorzustellen, Gefühle auszudrücken, Wünsche zu äußern u. v. m.

## Veröffentlichung

### Deutschland
Sprich mit! wurde am 28. November 2011 unter der Schirmherrschaft des türkischen Botschafterehepaares in Berlin der Öffentlichkeit vorgestellt.
Lingua-Video.com präsentierte den Film außerdem im Rahmen der didacta 2012 in Hannover und anlässlich des UNESCO-Welttags der Kulturellen Vielfalt am 21. Mai 2012 in Bonn.

### International
International wird Sprich mit! von Lingua-Video.com unter dem Titel German for Kids – Sprich mit! vertrieben.

### Datenträger
Die DVD des Films wurde von Lingua-Video.com im November 2011 veröffentlicht.
Sie besteht aus drei Teilen:
1. Der Hauptfilm (23 Min.) erläutert Grundzüge der deutschen Sprache in sieben Lektionen.
2. Neun einzeln anwählbare Lernkapitel (14 Min.) vertiefen die Lektionen des Films.
3. Eine Lernoberfläche enthält umfangreiches didaktisches Material:
  - 6 Lernstationen mit Übungen
  - 49 Arbeitsblätter für unterschiedliche Lernstufen
  - Vielfältige Einsatzorte und Einsatzmöglichkeiten
  - Interaktive Bildergalerie, Filmtext, Internet-Links u. v. m.

## Rezeption
Die Integrationsbeauftragte der Bundesregierung, Maria Böhmer, erläuterte: „Der Film bringt es auf den Punkt. Von zentraler Bedeutung ist die frühe Sprachförderung im Kindergarten und in der Schule.“
Die Bundestagsfraktion von CDU/CSU stellte fest: „Bundeskanzlerin Angela Merkel hat den Film zurecht mit dem Hauptstadtpreis für Integration und Toleranz ausgezeichnet. Wir appellieren an die Kultusministerien der Länder, seine möglichst weitreichende Verbreitung aktiv zu befördern. Er gehört in jede Schule!“
Die SPD bezeichnet Sprich mit! als „Lehrfilm neuer Machart: unterhaltsam und mit renommierten Schauspielern besetzt.“ Er sei ein anschaulicher Beitrag zur Integrationsfrage.
ZDFtivi berichtete über die Premiere in Berlin, Sat.1 regional Niedersachsen und Bremen über die Filmvorstellung auf der didacta 2012 in Hannover. Zahlreiche Zeitungen und Online-Magazine berichteten ebenfalls über den Unterrichtsfilm.
Sprich mit! wurde bereits von zahlreichen Bildungseinrichtungen erworben.

## Auszeichnungen
Der Film wurde vom Verein „Initiative Hauptstadt Berlin“ mit dem Hauptstadtpreis für Integration und Toleranz ausgezeichnet.